# Marcin Nowakowski (koszykarz)
Marcin Nowakowski (ur. 9 listopada 1989 w Kielcach) – polski koszykarz grający na pozycji rozgrywającego, od 2024 zawodnik Enea Abramczyk Astorii Bydgoszcz.

## Życiorys
Marcin Nowakowski rozpoczynał swoją karierę w 2006 w UMKS Kielce. W tym klubie występował przez 2 lata w II lidze. Od 2008 gra w ekstraklasie w barwach Polonii Warszawa. 19 września 2009 wystąpił wraz z Andrzejem Plutą i Allenem Iversonem w Katowicach w specjalnym konkursie rzutowym zorganizowanym z okazji Mistrzostw Europy organizowanych w Polsce. Konkurs polegał na trafieniu do kosza z nietypowych pozycji m.in. na siedząco czy z zamkniętymi oczami. Nowakowski wygrał ten konkurs trafiając czterokrotnie (Iverson trafił 3 razy, natomiast Pluta raz).
12 czerwca 2015 roku podpisał umowę z zespołem King Wilki Morskie Szczecin. 25 stycznia 2016 roku trafił do AZS Koszalin. 1 listopada 2017 został zawodnikiem I-ligowej R8 Basket AZS Politechniki Kraków.
17 czerwca 2019 przedłużył o kolejna dwa lata umowę z Enea Astorią Bydgoszcz. W 2021 roku został zawodnikiem Sokoła Łańcut. W 2024 roku powrócił do Astorii Bydgoszcz.

## Osiągnięcia
Stan na 25 września 2022.
Drużynowe
- Mistrz I ligi (2019, 2022 – awans do EBL)[8]

Indywidualne
- MVP:
  - I ligi (2022)[9]
  - miesiąca I ligi (październik 2021)[10]
- Zaliczony do I składu I ligi (2022)[11]
- Lider I ligi w asystach (2022 – 9,3)[12]

Reprezentacja
- Brązowy medalista mistrzostw Europy U–18 dywizji B (2007)

## Statystyki
| Sezon     | Drużyna                           | M  | S5 | MPG  | FG%   | 3P%   | FT%   | RPG | APG | SPG | BPG | PPG  |
| --------- | --------------------------------- | -- | -- | ---- | ----- | ----- | ----- | --- | --- | --- | --- | ---- |
| 2006/2007 | UMKS Kielce (II liga)             | 16 |    |      |       |       |       |     |     |     |     | 3,2  |
| 2007/2008 | UMKS Kielce (II liga)             | 26 |    |      |       |       |       |     |     |     |     | 5,5  |
| 2008/2009 | Polonia Warszawa (PLK)            | 21 | 1  | 11,8 | 29,5% | 12,5% | 60,9% | 0,9 | 1,1 | 0,6 | 0,0 | 2,0  |
| 2009/2010 | Polonia Warszawa (PLK)            | 31 | 11 | 18,9 | 44,5% | 44,4% | 59,5% | 1,8 | 2,2 | 0,7 | 0,0 | 5,4  |
| 2010/2011 | Polonia Warszawa (PLK)            | 25 | 20 | 25,1 | 38,1% | 37,7% | 69,9% | 1,8 | 2,8 | 1,3 | 0,1 | 7,6  |
| 2011/2012 | Anwil Włocławek (PLK)             | 11 | 0  | 7,6  | 33,3% | 16,7% | 83,3% | 0,8 | 0,8 | 0,4 | 0,0 | 1,4  |
| 2011/2012 | Polpharma Starogard Gdański (PLK) | 25 | 14 | 21,4 | 45,5% | 35,8% | 72,4% | 1,6 | 3,2 | 1,0 | 0,1 | 7,0  |
| 2012/2013 | Polpharma Starogard Gdański (PLK) | 32 | 19 | 22,9 | 42,8% | 30,2% | 75,8% | 2,2 | 2,3 | 0,8 | 0,0 | 6,2  |
| 2013/2014 | Jezioro Tarnobrzeg (PLK)          | 26 | 18 | 28,9 | 44,0% | 38,8% | 74,0% | 2,5 | 4,4 | 0,7 | 0,0 | 10,7 |
| 2014/2015 | Polski Cukier Toruń (PLK)         | 24 | 2  | 10,9 | 38,0% | 21,9% | 75,9% | 1,3 | 1,5 | 0,4 | 0,0 | 3,5  |
| 2015/2016 | Wilki Morskie Szczecin (PLK)      | 16 | 1  | 14,9 | 32,8% | 28,0% | 87,5% | 1,3 | 2,1 | 0,6 | 0,0 | 3,7  |
| 2015/2016 | AZS Koszalin (PLK)                | 15 | 1  | 13,2 | 37,5% | 36,4% | 64,7% | 1,5 | 1,9 | 0,6 | 0,0 | 3,7  |
| 2016/2017 | AZS Koszalin (PLK)                | 30 | 6  | 10,5 | 38,3% | 36,7% | 75,9% | 1,1 | 1,0 | 0,5 | 0,0 | 3,2  |